# Adrien Duport
Pour les articles homonymes, voir Duport.
Adrien Jean-François Duport, né à Paris le 24 février 1759 et mort à Gais (Appenzell Rhodes-Extérieures) le 6 juillet 1798, est un aristocrate rallié à la cause du Tiers Etat dès le début de la Révolution française. Réformateur de l'organisation judiciaire en France, il combat après 1791 les excès des jacobins aux côtés de Lafayette, mais finit par fuir la France.

## Origines
Il est le fils d'un conseiller au Parlement de Paris, François Mathieu du Port (1718-1794), baron d'Anglure. Après des études au collège de Juilly, chez les oratoriens, il est reçu avocat au Parlement de Paris en 1778, puis conseiller au même Parlement le 29 juillet de la même année. Il est reçu au mois d'août suivant en la 3e chambre des enquêtes et y reste en charge jusqu'en 1790.

## Ses nombreuses influences
Au fait de l'esprit de son temps, ayant lu Jean-Jacques Rousseau et Voltaire, ses idéaux le rapprochent plus des théories de Montesquieu et des physiocrates. Les textes de Cesare Beccaria sur les réformes de la justice l'influencent également beaucoup. Sa formation explique son évolution politique. Il devient le centre de la résistance parlementaire parisienne contre l'absolutisme, s'orientant vers des positions proches de celles défendues par Antoine Barnave et Jean-Joseph Mounier. Il partage l'enthousiasme de ses contemporains pour la révolution américaine et se lie avec La Fayette. À partir de 1784, il est adepte du mesmérisme et voit dans cette société secrète un moyen de préparer de grands changements dans la société et l'État. Il y côtoie Nicolas Bergasse et Jacques Pierre Brissot. Initié à la loge des Amis réunis à Paris, il participe aux débats franc-maçonniques. Il devient l'un des principaux meneurs du groupe des parlementaires et organisa chez lui, rue du Grand-Chantier dans le quartier du Marais, une sorte de club où il réunit les grands libéraux qui choisissent comme modèle les institutions anglaises. Mais il souhaite des réformes plus radicales de la société : « Labourez profond! » comme il le répéte.

## Le Parti des nationaux (1787)
L'échec de l'Assemblée des notables incite Adrien Duport à entrer dans le combat politique, à l'été de 1787. À la fin de juillet, il demande la réunion des États généraux, pour doter la France « d'une solide constitution ». Il fonde alors le "Parti des nationaux" (également appelé Parti des patriotes), où se retrouvent des personnalités extérieures au Parlement de Paris : La Fayette, Nicolas de Condorcet, Emmanuel-Joseph Sieyès, Guy-Jean-Baptiste Target et Marie-Jean Hérault de Séchelles. Il s'oppose aux édits des ministres du roi et le 4 janvier 1788, sur sa proposition, le Parlement rend un arrêt qui condamne les actes arbitraires du gouvernement, l'emprisonnement sur lettres de cachet et l'exil des opposants à la politique royale.

## La Société des trente (1788-1789)
Rompant avec la majorité des parlementaires, Adrien Duport se rallie au tiers état dans sa campagne en faveur du doublement de la députation du Tiers et du vote par tête. Pour parvenir à ces objectifs, il fonde en 1788 la Société des Trente (également appelée Comité des Trente), issue d'une extension du Parti des nationaux, opposée à la distinction entre les trois ordres. Cette société attire l'élite de la noblesse libérale, du haut tiers et même des grands prélats : La Fayette, Honoré Gabriel Riqueti de Mirabeau, Emmanuel-Joseph Sieyès, Charles-Maurice de Talleyrand-Périgord, François-Xavier-Marc-Antoine de Montesquiou-Fézensac, Pierre Samuel du Pont de Nemours, et Louis-Michel Lepeletier de Saint-Fargeau, les frères Théodore et Alexandre de Lameth, Pierre-Louis Roederer, ainsi que le banquier suisse Étienne Clavière. Ils contribuent à infléchir l'opinion publique lors de la rédaction des cahiers de doléances et des élections aux États généraux. Un manifeste résumant le programme libéral de la Société des trente le mène aux États généraux.

## L'Assemblée nationale constituante (1789-1791)
Adrien Duport est élu député de la noblesse de Paris aux États généraux le 13 mai 1789. Il refuse d'adhérer à la déclaration de la noblesse qui condamne les décisions du Tiers le 17 juin. Après la séance royale du 23 juin, il est l'un des premiers des 47 nobles libéraux qui rejoignent le tiers état dès le 25 juin, avec Louis Philippe d'Orléans et Alexandre de Lameth. Jean Sylvain Bailly l’accueille avec joie et le qualifie de « prince illustre, une partie imposante et respectable de la noblesse française ». Il reste député de la ville de Paris jusqu’au 30 septembre 1791 eter participa activement aux débats de l'Assemblée constituante de 1789. Il se rallie à la prise de la Bastille et contribue à l'abolition de la dîme, de la noblesse et de ses privilèges le 6 août (Décrets des 4, 6, 7, 8 et 11 août 1789). Il prend part à la rédaction de la Déclaration des Droits de l'homme et du citoyen de 1789, en présentant son propre projet dans lequel il combat les abus de l’Ancien Régime, et est le rédacteur de l’article 17 sur le droit de propriété. Il est aussi l'un des principaux inspirateurs des articles 8 et 9 (non-rétroactivité des lois et présomption d'innocence). Il est l'un des principaux fondateurs du Club des Jacobins après les journées d'octobre. Il s'oppose aux deux chambres et au veto absolu du roi, entreprenant de diminuer les pouvoirs du roi en faisant voter le veto suspensif.
Dès 1789, Adrien Duport se lie à Antoine Barnave et Alexandre de Lameth, formant ce que l'on a appelé le Triumvirat. Ces trois amis, si différents, se complètent à merveille. L’un a la tête, l’autre la voix, le troisième l’action. Un dicton court à l’Assemblée : « Ce que Duport pense, Barnave le dit, Lameth le fait. » Certains historiens, Jean-Daniel Piquet en 2002 puis Pascal Lefevre en 2018 nuancent cette remarque en relevant une divergence sur la question coloniale que d'autres croyaient inexistante. Ils notent que contrairement à ses deux amis, le 12  mai 1791 Duport prend fait et cause pour les droits des hommes de couleur libres discriminés par les Blancs . Car son nom figure dans une liste pamphlétaire de 276 votants, dressée par le club Massiac, qui avaient voté le même jour "pour la fin des colonies" au profit de l'Angleterre .
Fondateur et membre du Comité de jurisprudence criminelle, Adrien Duport est l'un des principaux auteurs de la réforme judiciaire, à travers son rapport du 29 mars 1790 sur l’organisation de la magistrature. Rapporteur du comité de la jurisprudence criminelle, il contribue à l'établissement du jury populaire en France par le vote du 8 février 1791. Lors des débats concernant le premier code pénal de l'histoire de France, dont il est l'un des principaux inspirateurs, il prononce le 31 mai 1791 un discours particulièrement remarqué pour l'abolition de la peine de mort. Il soutient également la confiscation des biens de l'Église, et le 27 août 1790 demande l'émission d'assignats-monnaie. Duport voit dans cette monnaie un moyen de multiplier les propriétés foncières, et par conséquent de stabiliser le nouveau régime en attachant cette nouvelle classe possédante à son maintien. Il préside l’Assemblée du 14 au 26 février 1791.
Il faut attendre la mort de Mirabeau, le 2 avril 1791, pour qu’Adrien Duport et ses amis se décident à faire front commun avec La Fayette contre la gauche de l'Assemblée, qui veut aller plus loin dans le processus révolutionnaire en proclamant l’abolition de la royauté et l’instauration de la République. Craignant une brutale accélération de la Révolution et des excès, il devient partisan de la stabilité et passe à une politique ouvertement conservatrice, tendant à renforcer le exécutif. Il s'ensuit une rupture avec l'aile la plus avancée des Jacobins. Brissot le dénonce dans sa presse au début du mois de mai. Le 18 mai 1791. Duport condamne le vote de la loi sur la non-rééligibilité des députés, proposée par Robespierre, au nom du libre choix par chaque citoyen de ses représentants. Mais il suit Robespierre sur la question de la peine de mort. Comme Pétion il se prononce dans un discours le 31 mai 1791, le lendemain de l'allocution de Robespierre, pour son abolition. Il insiste sur son inutilité et sa dangerosité. Pour populariser cette politique, il fonde avec d'autres conservateurs un journal, Le Logographe, bénéficiant d'une aide financière de la liste civile en juin. La fuite de Louis XVI et arrestation à Varennes les 20 et 21 juin, puis le développement du mouvement républicain au début de juillet font accélérer l'évolution d'Adrien Duport. Il y voit le moyen opportun d'écraser le mouvement populaire et de renforcer le pouvoir royal et s'oppose à toute forme de jugement du roi. Louis XVI se tourne vers le Triumvirat. Adrien Duport est l'un des trois commissaires chargés d'aller recueillir les déclarations du roi sur les circonstances de son départ, tout comme son ami Barnave. Il défend les prérogatives royales en tentant d’infléchir la constitution dans un sens favorable au roi. Adrien Duport est parmi ceux qui prirent l'initiative de la scission du Club des feuillants, dont il devient l'un des principaux dirigeants.
À l'assemblée constituante Adrien Duport mène campagne dès 1789 avec des  collègues tels que Robespierre, Clermont-Tonnerre, l'abbé Grégoire et des journalistes comme Brissot et Camille Desmoulins, pour les droits des Juifs à l'égalité. Mais c'est lui le principal artisan du décret du 27 septembre 1791 qui accorda une émancipation complète et rapide des Juifs de France. Les Juifs peuvent désormais ainsi rentrer de plain-pied dans la vie française en prêtant le serment de citoyen. Robert Badinter y a vu une volonté de se faire pardonner son vote du 24 septembre 1791 qui révoque les droits des hommes de couleur libres. Jean-Daniel Piquet et Pascal Lefèvre suivent l'analyse en soulignant que Duport, le 24 septembre, reniait contre son gré, son vote émancipateur du 12 mai 1791 . A ce titre le 25 septembre il se fait exclure avec eux, Charles de Lameth -frère d'Alexandre- et Goupil de Prefeln du club des Jacobins de Paris. Brissot -qui fonda trois ans plus tôt la Société des Amis des Noirs - note avec amertume dans Le Patriote Français du 28 septembre 1791 la contradiction ente ses initiatives du 24 et du 27 septembre 1791.
Jusqu'en mars 1792, le Triumvirat exerce un pouvoir occulte sur le ministère et sur la majorité modérée de l'Assemblée. Adrien Duport tente alors de s'opposer au vote des décrets contre les émigrés et les prêtres réfractaires, et conseille à Louis XVI d'utiliser son veto. Après la déclaration de guerre à l'Autriche, il se rapproche de La Fayette et envisage avec lui un mouvement contre Paris et les Jacobins en cas de nouvelle insurrection. Il entame en même temps des négociations secrètes avec l'Autriche. À ce moment, il est le véritable chef des Feuillants et sa politique repose sur une paix rapide, qui doit permettre à l'armée d'intervenir dans Paris. La fondation d'un nouveau journal, L'Indicateur, est destinée à propager ces idées.

## La chute de Duport (août 1792)
Adrien Duport joue encore un rôle déterminant auprès du roi lors du renvoi des ministres girondins, et dans la formation du ministère feuillant, provoquant ainsi la journée du 20 juin 1792, où, à l'initiative des Girondins, les insurgés envahissent les Tuileries et coiffent le roi du bonnet rouge. Il soutient encore l'action de La Fayette le 26 juin. Mais l'invasion de la France provoque la mobilisation jacobine en juillet et la chute du roi le 10 août 1792 marque l'échec définitif de sa politique.
Avec le Triumvirat se produit le même malentendu qu’avec Mirabeau : Louis XVI, et surtout Marie-Antoinette d'Autriche ne leur donnent pas une entière confiance et exploitent les circonstances en gardant leurs vues et leurs desseins secrets. Les triumvirs se compromettent à leur tour dans l’opinion, épuisent leur influence sur l’Assemblée, sans aucun bénéfice pour la monarchie. Adrien Duport voit alors sa popularité de plus en plus décliner. Il déclare avec courage : « Ce qu’on appelle la Révolution est fait. Il faut maintenant sur tant de ruines amassées, déblayer et reconstruire. Le pays a soif de stabilité. Il ne peut supporter une secousse profonde tous les deux ans. » Et il lance aux députés ce mot prophétique : « Vous êtes sur la route qui conduit à la destruction ». L’avenir est alors barré aux triumvirs.
Le 10 août 1792, Adrien Duport se rend compte qu’il ne maîtrise plus le déroulement des événements et préfère fuir Paris pour plus de sécurité. Il quitte ses fonctions de président du tribunal criminel de la Seine et se réfugie alors sur ses terres au château du Bignon, au Bignon (Loiret), achetées le 24 septembre 1789 au marquis de Mirabeau. Il est décrété d’arrestation sur ordre de la commune de Paris le 28 août 1792 et est arrêté à Melun le 3 septembre suivant. Il est libéré le 17 septembre sur l’ordre de Georges Jacques Danton, ministre de la Justice, à la suite de l'intervention et de l'insistance de Théodore de Lameth, qui lui fait également sauver Talleyrand et Charles Malo de Lameth.
Comprenant que cette bienveillance ne se reproduirait pas, Adrien Duport décide de s’exiler en Angleterre puis en Suisse, laissant sa femme, Henriette Amable Élisabeth de Tubeuf de Blanzat, et ses trois enfants au Bignon, avant de revenir quelque temps en France après l’exécution de Robespierre. Les frères Lameth émigrent également, alors qu’Antoine Barnave est guillotiné le 28 novembre 1793. De nouveau forcé de quitter le territoire national après le 18 fructidor an V, Adrien Duport ne revoit plus jamais la France et mourra de la tuberculose dans la solitude et l’oubli le 6 juillet 1798 à Gais, dans le canton suisse d'Appenzell.